# Загало, Марио
Ма́рио Жо́ржи Ло́бо Зага́ло (порт.-браз. Mário Jorge Lobo Zagallo; 9 августа 1931, Аталья, Алагоас — 5 января 2024, Рио-де-Жанейро) — бразильский футболист и футбольный тренер.
Главные игровые и тренерские успехи Загало связаны со сборной Бразилии. Он человек, четыре раза становившийся чемпионом мира по футболу: дважды как игрок (1958, 1962), затем как тренер (1970 год) и как помощник главного тренера (1994 год).
Кавалер ордена ФИФА «За заслуги», наивысшей награды ФИФА, за весомый вклад в развитие футбола.

## Биография

### Карьера игрока
Марио Загало родился в бразильском городе Масейо. Его родители хотели, чтобы сын получил высшее образование, но он предпочёл стать футболистом. В 17 лет Марио начал профессиональную карьеру, подписав контракт с клубом «Америка» из Рио-де-Жанейро в 1948 году. Уже через год он оказался в рядах «Фламенго». Отыграв за команду восемь лет Марио перешёл в «Ботафого», с которым выиграл все свои трофеи на клубном уровне. В 1965 году Загало завершил игровую карьеру.
Его сильными игровыми качествами были скорость и техника. Выступая на левом фланге атаки, Загало регулярно совершал быстрые проходы, которые заканчивались опасными прострелами или навесами. Кроме того, Марио демонстрировал хороший уровень командной игры, чем выделялся среди бразильских футболистов, более склонных к индивидуальным действиям.
В сборную Бразилии Загало был вызван накануне чемпионата мира 1958 года и рассматривался в качестве сменщика Пепе, который в те годы был лучшим бразильским футболистом на своей позиции. Однако перед самым стартом турнира Пепе получил травму, и его место занял Загало, который сыграл во всех матчах турнира (ставшего победным для бразильцев), а в финале отметился голом в ворота сборной Швеции. Четыре года спустя Марио помог своей сборной отстоять титул чемпионов мира, сыграв в шести матчах и отметившись одним голом и двумя голевыми передачами. Всего в составе сборной он провёл 36 матчей и забил 5 голов.

### Карьера тренера

#### Работа в клубах
Вскоре после окончания игровой карьеру Загало стал главным тренером «Ботафого». Под его руководством клуб дважды за четыре года выиграл чемпионат штата (единого национального чемпионата Бразилии в то время не существовало) и дважды завоевал Кубок Гуанабара.
После этого Марио возглавлял такие ведущие клубы Бразилии как «Флуминенсе», «Фламенго» (трижды), «Васко да Гама», три раза возвращался в «Ботафого», однако новых трофеев выиграть не сумел.

#### Сборная Бразилии
Гораздо успешнее сложилась его работа со сборной Бразилии. Впервые национальную команду он возглавил в 1967 году, продолжая оставаться тренером «Ботафого», и работал с ней более года.
Второй раз Загало возглавил сборную за три месяца до начала чемпионата мира 1970 года. Выведший сборную в финальный турнир Жуан Салданья практиковал рациональный футбол, но пришедший ему на смену Загало принял решение играть в яркий, атакующий футбол. Он сумел найти место на поле для Жерсона, Жаирзиньо, Тостао, Пеле и Роберто Ривелино. В результате сборная Бразилии в прекрасном стиле выиграла свой третий чемпионский титул, одержав победу во всех матчах турнира и запомнившись как одна из лучших команд в истории футбола. На следующем чемпионате мира бразильцы выступили не столь эффектно, уступив в решающем матче за выход в финал сборной Нидерландов, а в матче за третье место проиграли полякам. После этого Загало покинул пост.
В 1991 году Загало занял пост координатора сборной и одновременно ассистента главного тренера Карлоса Алберто Паррейры. На этом посту он помог «селесао» выиграть очередной чемпионский титул в 1994 году. В том же году сменил Паррейру на посту главного тренера. Ему удалось привести команду к победам в Кубке Америке и Кубке конфедераций в 1997 году. На французском «мундиале» бразильцы продемонстрировали хороший уровень игры и без особых препятствий дошли до финала. Однако в финальном матче подопечные Загало со счётом 0:3 уступили сборной Франции. Вскоре Марио вновь ушёл в отставку.
В 2003 году Загало вновь стал координатором и ассистентом Паррейры, который вернулся на пост главного тренера сборной. После вылета команды в четвертьфинале чемпионата мира в Германии оба специалиста покинули свои посты.

## Личная жизнь
Марио Загало имеет ливанское и итальянское происхождения. Был женат на Альсине де Кастро (порт. Alcina de Castro) с 13 января 1955 года и до самой её смерти 5 ноября 2012 года. Они венчались в Церкви Капуцинов в Рио-де-Жанейро. У супругов было четверо детей.
Марио — верующий католик.

## Факты
- Загало стал первым человеком, который выигрывал чемпионат мира в качестве игрока и тренера. Позже это достижение повторили Франц Беккенбауэр и Дидье Дешам[7]
- Кроме того, Загало единственный человек, который выигрывал чемпионат мира в трёх разных статусах: игрока, главного тренера и ассистента главного тренера
- Выиграв чемпионат мира в 1970 году в возрасте 38 лет Загало стал вторым самым молодым тренером, взявшим этот титул после Альберто Суппичи, который выиграл чемпионский титул в 31 год
- В 1989 году Загало вывел сборную ОАЭ в финальную часть чемпионата мира, но накануне турнира был заменён на Карлоса Алберто Паррейру

## Достижения

### Как игрок
«Ботафого»
- Парижский межконтинентальный турнир: 1963
- Турнир Рио — Сан-Паулу: 1962, 1964
- Лига Кариока: 1961, 1962

Сборная Бразилии
- Чемпионат мира по футболу: 1958, 1962
- Кубок Америки по футболу: 1959 (серебро)

### Как тренер
Сборная Бразилии
- Чемпионат мира по футболу: 1970, 1994 (координатор), 1998 (серебро)
- Кубок конфедераций: 1997
- Кубок Америки по футболу: 1997, 1995 (серебро)
- Золотой кубок КОНКАКАФ: 1996 (серебро), 1998 (бронза)

«Ботафого»
- Чаша Бразилии: 1968
- Лига Кариока: 1967, 1968
- Кубок Гуанабара: 1967, 1968

### Личные
- 9 место в списке лучших тренеров в истории футбола по версии World Soccer: 2013[15][16]
- 27 место в списке лучших тренеров в истории футбола по версии FourFourTwo: 2020[17]